# Stage Fright (filme)
Stage Fright é um filme de 1950 dirigido e produzido por Alfred Hitchcock, estrelando Jane Wyman, Marlene Dietrich, Michael Wilding e Richard Todd.

## Enredo
Jonathan Cooper (Richard Todd) é acusado pelo assassinato do marido de sua amante, a atriz Charlotte Inwood (Marlene Dietrich). Afirmando ser Charlotte a verdadeira culpada, ele consegue se esconder com a ajuda da amiga Eve Gill (Jane Wyman), que, intrigada com o caso, decide investigar o crime.

## Elenco
- Jane Wyman como Eve Gill
- Marlene Dietrich como Charlotte Inwood
- Michael Wilding como Ordinary Smith
- Richard Todd como Jonathan Cooper
- Alastair Sim como Commodore Gill
- Sybil Thorndike como Sra. Gill
- Kay Walsh como Nellie Goode
- Miles Malleson como Sr. Fortesque
- Hector MacGregor como Freddie Williams
- Joyce Grenfell como 'Lovely Ducks'
- André Morell como Inspetor Byard
- Patricia Hitchcock como Chubby Bannister
- Ballard Berkeley como Sargento Mellish
- Gordon Bell como o Motorista